# Aeroporto Internacional Pierre Elliott Trudeau de Montréal
O Aeroporto Internacional Pierre Elliott Trudeau (nome oficial: Aéroport international Pierre-Elliott-Trudeau de Montréal) (IATA: YUL, ICAO: CYUL) é um aeroporto internacional em Dorval, em Quebec, e que serve principalmente à cidade de Montreal. Está localizada a aproximadamente 15 km do centro de Montreal. É o terceiro aeroporto mais movimentado do país, atrás apenas dos aeroportos internacionais de Toronto e de Vancouver, tendo movimentado cerca de 10,3 milhões de passageiros em 2004. O aeroporto foi nomeado em homenagem ao primeiro-ministro canadense Pierre Elliott Trudeau. Substituiu o Aeroporto Internacional Montréal-Mirabel (YMX), uma vez que este aeroporto tem uma distância de mais de 50 km do centro da cidade. Atualmente, o Aeroporto de Mirabel somente recebe voos de cargueiros.
É também sede da Air Canada e da Air Transat, companhias aéreas canadenses. O aeroporto é um hub de voos para o Caribe. A temporada de pico atinge seu auge durante os meses do verão no hemisfério norte,quando há um aumento substancial de voos para a Europa. Montréal não tem voos diretos para a Ásia,pois Toronto está a 500 km e é um hub de voos para a Ásia.
No final de 2006 iniciaram-se obras para modernizar o aeroporto ainda mais, a fim de torná-lo capaz de receber o maior avião comercial do mundo, o Airbus A380. A mesma aeronave fez um voo de demonstração no aeroporto no quarto bimestre de 2007 com sucesso. A companhia aérea francesa Air France pretende utilizar o seu primeiro A380 para a rota Paris-Montreal (uma das mais lucrativas da empresa). Atualmente  a Air France voa no inverno no hemisfério norte 2 voos diários para Montreal. No verão, como é alta estação, a empresa voa 3 vezes por dia. Os voos são diários em ambas as temporadas.
O Aeroporto também foi o local onde o primeiro Boeing 777 canadense pousou no Canadá. A aeronave da Air Canada era do tipo Boeing 777-300ER, prefixo C-FIUL. Os Boeing 777s da Air Canada em YUL voam na rota Toronto-Montreal-Paris.
A rota de Paris é a mais procurada, devido à forte ligação entre Quebéc e a França.
Outras empresas canadenses que operam no aeroporto:
Air Canada Jazz - voos nacionais (divisão da Air Canada)

Zoom Airlines - voos  nacionais

CanJet - voos charter

Sunwings - voos nacionais e internacionais, principalmente para o Caribe

Skyservice - poucas operações em YUL

Porter Airlines - utiliza turbohélices em seus voos para o Toronto City Center Airport (YTZ)

Além de outras companhias regionais.

## Ligações Aéreas

### Nacionais
| Companhias Aéreas     | Destinos |
| --------------------- | --- |
| Air Canada            | Baie Comeau - Bathurst - Calgary - Charlottetown - Edmonton - Fredericton - Halifax - Moncton - Mont-Joli - Ottawa - Quebec - Rouyn - Saguenay - Saint John - São Francisco - Sept-Iles - St. John's - Toronto - Val-d'Or - Vancouver - Winnipeg |
| Air Creebec           | Chibougamau - Val-d'Or |
| Air Inuit             | Kuujjuarapik - La Grande Riviere - Quebec |
| Air Saint-Pierre      | Saint-Pierre |
| Air Transat           | Toronto |
| First Air             | Kuujjuaq |
| Porter Airlines       | Halifax - Toronto |
| Provincial Airlines   | Quebec |
| Sky Regional Airlines | Halifax - Toronto |
| WestJet               | Calgary - Toronto - Winnipeg |

### Internacionais
| Companhias Aéreas             | Destinos |
| ----------------------------- | --- |
| Aeroméxico                    | Cidade do México |
| Air Canada                    | Austin (Sazional) - Bogotá - Boston - Bridgetown - Bruxelas - Cancún - Cayo Coco - Chicago - Dallas - Denver - Dublin - Filadélfia - Fort Lauderdale - Fort Myers - Frankfurt - Genebra - Houston - Las Vegas - Lima - Lisboa - Londres - Los Angeles - Miami - Montego Bay - Nova Delhi - Nova Iorque - Nova Orleans - Orlando - Paris - Pequim - Phoenix - Pointe-a-Pitre - Punta Cana - Roma - Saint Louis (Sazional) - San Diego - San Juan - São Francisco - São José do Cabo (Sazional) - São Paulo - Seattle - Tampa - Tóquio/Narita - Varadero - Washington - West Palm Beach - Windsor Locks |
| Air China                     | Havana - Pequim |
| Air France                    | Paris Charles de Gaulle |
| Air Transat                   | Camagüey - Cancún - Cayo Coco - Cayo Largo del Sur - Fort Lauderdale - Holguin - Montego Bay - Orlando - Paris - Puerto Plata - Puerto Vallarta - Punta Cana - Roma - Samana - Santa Clara - Sint Maarten - Varadero |
| Air Algérie                   | Argel |
| American Airlines             | Charlotte - Chicago - Dallas - Miami - Nova Iorque - Filadélfia |
| British Airways               | Londres |
| Copa Airlines                 | Cidade do Panamá |
| Cubana de Aviación            | Holguin - Santa Clara - Varadero |
| Delta Air Lines               | Atlanta - Detroit - Minneapolis - Nova Iorque |
| KLM                           | Amsterdã |
| Lufthansa                     | Munique |
| Qatar Airways                 | Doha |
| Royal Air Maroc               | Casablanca |
| Sky Regional Airlines         | Nova Iorque |
| Sunwing Airlines              | Cancun - Cayo Coco - Cayo Largo del Sur - Fort Lauderdale - Holguin - Montego Bay - Punta Cana - Santa Clara - Varadero |
| Swiss International Air Lines | Zurique |
| TAP Air Portugal              | Lisboa (Inicio dia 11 Junho 2019) |
| Turkish Airlines              | Istambul |
| United Airlines               | Chicago - Houston - Nova Iorque - Washington |
| WestJet                       | Cancun - Fort Lauderdade - Montego Bay - Providenciales - Punta Cana - Varadero |

## Pista

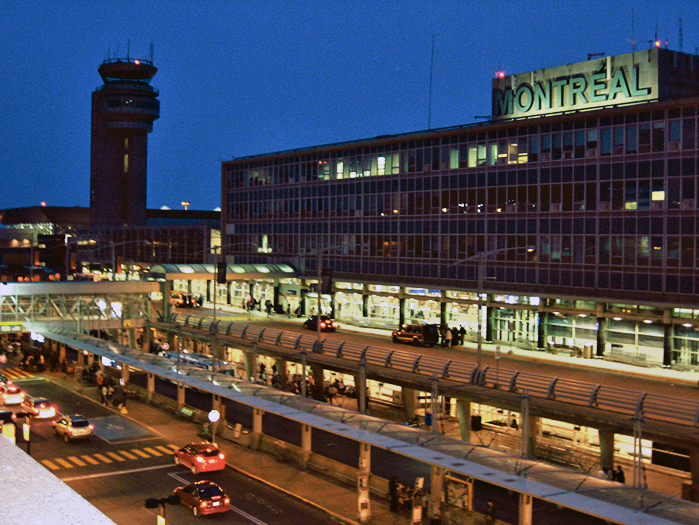
Aeroporto Internacional Pierre Elliott Trudeau.

As pistas do aeroporto podem operar pousos / decolagens simultaneamente. A pista para pouso preferencial para aeronaves de grande porte é a 24R / 6L, enquanto que a 24L/6L é mais direcionada para voos de aeronaves menores, porem esta pista também recebe aeronaves de grande porte. A pista 10/28 é pequena, por causa disso ela é somente usada em condições não favoráveis.